# 元寿 (隋)
元 寿（げん じゅ、550年 - 612年）は、中国の隋の政治家・軍人。字は長寿。本貫は河南郡洛陽県。

## 経歴
北周の涼州刺史の元宝の子として生まれた。9歳のとき、父が亡くなると、骨の立つまで哀哭した。母に孝事して知られ、成長すると経書や史書に通じた。559年、隆城県侯に封ぜられた。564年、儀隴県侯に改封され、儀同三司の位を受けた。
581年、隋が建国されると、南朝陳に対する討伐を主張し、淮浦で船艦の修理を監督した。584年、運河開削の労役を監督し、尚書主爵侍郎に任ぜられた。588年、晋王楊広の下で陳を攻撃し、行台左丞となり、元帥府属を兼ねた。589年、陳が平定されると、尚書左丞に任ぜられた。蕭摩訶の妻の財産をめぐる案件で、元寿は御史の劉行本・韓微之らを弾劾した。まもなく太常少卿となった。数年後、基州刺史として出向し、清廉な統治で知られた。長安に呼び戻されて太府少卿となり、位は開府儀同三司に進んだ。
604年、煬帝が即位し、漢王楊諒が挙兵して叛くと、左僕射の楊素が行軍元帥となり、元寿はその下で長史となった。先頭に立って乱を鎮圧し、功績により大将軍の位を受け、太府卿に転じた。608年、内史令に任ぜられ、煬帝に従って吐谷渾を攻撃した。金山に駐屯して、吐谷渾の可汗の伏允を包囲した。帰国すると、右光禄大夫の位を受けた。611年、左翊衛将軍を兼ねた。612年、高句麗遠征に従軍し、涿郡で病没した。享年は63。尚書右僕射・光禄大夫の位を追贈された。諡は景といった。
子に元敏がおり、内史舎人を代行した。元敏は宇文化及の乱に加担して、内史侍郎となったが、沈光のために殺害された。

## 伝記資料
- 『隋書』巻六十三 列伝第二十八
- 『北史』巻七十五 列伝第六十三